# Distretto di Locate
Il distretto di Locate era il nome di un distretto progettato dal governo giacobino della Repubblica Cisalpina nel dipartimento del Ticino. Come molti enti simili, non trovò piena applicazione a causa del caotico periodo rivoluzionario in cui fu ideato, e venne soppresso dopo solo un anno a causa di nuovi rivolgimenti politici.

## Storia
La Costituzione della Repubblica Cisalpina progetto un nuovo ordinamento degli enti locali lombardi, partendo dal presupposto di una nuova geografia basata su una razionalizzazione illuministica anziché sui retaggi di secoli di storia. La funzione dei distretti, che andavano a sostituire l'istituto plurisecolare della pieve, sarebbe divenuto quello di svolgere le più alte funzioni municipali nelle aree di notevole parcellizzazione comunale.
Nell'area meridionale milanese, la vecchia pieve di Locate venne lasciata invariata, salvo l'innovativo progetto di spostarla sotto Pavia. Il distretto venne classificato col numero 8.
Definito dalla legge 6 germinale anno VI, l'ente non riuscì ad avere una vera applicazione, poiché pochi mesi dopo il golpe militare riversò il primo governo giacobino sostituendolo con uno più finalizzato ad ottenere risparmi per la guerra. Il distretto di Locate, ritenuto troppo piccolo, venne subito cancellato a favore di circoscrizioni più ampie, riportandolo sotto Milano.

## Territorio
Il territorio del distretto era identico a quello della pieve.